# Contea di Bourbon (Kentucky)
La contea di Bourbon in inglese Bourbon County è una contea dello Stato del Kentucky, negli Stati Uniti. La popolazione al censimento del 2000 era di 19 360 abitanti. Il capoluogo di contea è Paris.